# Титовский сельсовет (Оренбургская область)
Титовский сельсовет — сельское поселение в Шарлыкском районе Оренбургской области Российской Федерации.
Административный центр — село Титовка.

## История
9 марта 2005 года в соответствии с законом Оренбургской области № 1919/356-III-ОЗ образовано сельское поселение Титовский сельсовет, установлены границы муниципального образования.

## Население
| 2010 | 2012 | 2013 | 2014 | 2015 | 2016 | 2017 |
| ---- | ---- | ---- | ---- | ---- | ---- | ---- |
| 747  | ↘728 | ↘701 | ↘685 | ↘682 | ↘666 | ↘653 |
| 2018 | 2019 | 2020 | 2021 |      |      |      |
| ↘625 | ↘622 | ↘613 | ↘587 |      |      |      |

## Состав сельского поселения
| № | Населённый пункт | Тип населённого пункта       | Население |
| - | ---------------- | ---------------------------- | --------- |
| 1 | Бараково         | село                         | 83        |
| 2 | Мустафино        | село                         | 433       |
| 3 | Титовка          | село, административный центр | 231       |